# Arhopala uchidae
Arhopala uchidae är en fjärilsart som beskrevs av Matsumura 1926. Arhopala uchidae ingår i släktet Arhopala och familjen juvelvingar. Inga underarter finns listade i Catalogue of Life.